# Log Line
Eine Log Line (seltener auch Logline oder Pitch) ist ein sehr kurzer Text, der die Handlung eines Filmes oder eines Buches zusammenfasst. Der Begriff stammt aus dem Jargon der amerikanischen Filmindustrie.

## Verwendung
Ein Drehbuchautor nutzt die Log Line bei der Suche nach einem Agenten oder Produzenten, der das Drehbuch verfilmen soll. Nachdem der Film produziert wurde, dient eine Log Line der Handlungszusammenfassung in Programmzeitschriften. 
Entsprechend nutzt ein Autor den Pitch bei der Vermarktung seines Manuskripts an einen Literaturagenten oder an das Lektorat eines Verlages. Dem folgt bei Erfolg das Exposé sowie das Manuskript.

## Eigenschaften
Eine Log Line ist üblicherweise ein bis maximal drei Sätze lang und wird im Präsens formuliert. Inhaltlich identifiziert die Log Line das Genre, stellt den Protagonisten und dessen Herausforderung oder Konflikte vor, und enthält idealerweise eine offene Frage oder einen anderen Anreiz, mehr zu erfahren. Die Log Line ist länger als die Tagline, die auf Filmplakaten oder DVD-Hüllen angebracht wird, und muss im Gegensatz zu dieser wesentliche Informationen ohne Unterstützung durch Bilder transportieren.

## Beispiel
Eine Log Line für den Film Findet Nemo wäre z. B.

„Ein überängstlicher Clownfisch muss die Sicherheit seines Riffs verlassen und den Gefahren des Meeres trotzen, um seinen verlorenen Sohn zu finden, der im Aquarium eines Zahnarztes gefangen gehalten wird.“